# Liste de textes de la Chine antique
Cette page dresse une liste de textes de la Chine antique (en hanyu pinyin) et caractères traditionnels:
- Baihu tong	白虎通
- Cantongqi	參同契
- Chuci	楚辭
- Chunqiu	春秋
- Chunqiu fanlu	春秋繁露
- Chunqiu Gongyang zhuan	春秋公羊傳
- Chunqiu Guliang zhuan	春秋穀梁傳
- Chunqiu shiyu	春秋事語
- Da Dai Liji	大戴禮記
- Daodejing	道德經
- Dengxizi	鄧析子
- Diwang shiji	帝王世纪
- Dong guan Han ji	東觀漢記
- Duduan	獨斷
- Erya	爾雅
- Fangyan	方言
- Fayan	法言(扬子法言)
- Fengsu tongyi	風俗通義
- Gongsun Longzi	公孫龍子
- Guanyinzi	關尹子 (Daode zhenjing 道德真經)
- Guanzi	管子
- Gui gu zi	鬼谷子
- Guoyu	國語
- Hai dao suan jing	海島算經
- Hainei shizhou ji	海內十洲記
- Hanfeizi	韓非子
- Hanji	漢記
- Hanshi waizhuan	韓詩外傳
- Hanshu	漢書(前漢書)
- Heguanzi	鶴冠子
- Houhanshu	後漢書
- Huainanzi	淮南子
- Huangdi neijing suwen	黃帝內經素文
- Huanzi xinlun  (voir xinlun)	桓子新論
- Huayang guozhi	華陽國志
- Jian Zhu Ke Shu	諫逐客書
- Jin lou zi	金樓子
- Jiuzhang suanshu	九章算術
- Jizhong Zhoushu (voir yizhoushu)	汲冢周书
- Kongcongzi	孔叢子
- Kongzi jiayu	孔子家語
- Laozi Daodejing	老子道德經
- Li Xuzhong mingshu	李虛中命書
- Lienü zhuan	烈女傳
- Liexian zhuan	列仙傳
- Liezi	列子
- Liji	禮記
- Lingshu jing (voir Huangdi neijing)	靈樞經
- Liu Tao	六韜
- Lüshi Chunqiu	呂氏春秋
- Lunheng	論衡
- Lunji zhushu	論積貯疏
- Lunyu	論語
- Maoshi(voir Shijing)	毛詩
- Meng Zi	孟子
- Mozi	墨子
- Mu Tianzi Zhuan	穆天子傳
- Nanhua zhenjing (voir Zhuangzi)	南華真經
- Nanjing	難經
- Qianfu lun 	潛夫論
- Qian Hanji	前漢記
- Sanlüe	三略
- Shang jun shu	商君書
- Shangshu	尚書
- Shangshu dazhuan  ??
- Shanhaijing	山海經
- Shenjian	申鑒
- Shen Nong bencao jing	神農本草經
- Shenyijing	神異經
- Shenzi (Shen Buhai) 	申子
- Shenzi (Shen Dao)	慎子
- Shiben	世本
- Shiji	史記
- Shijing	詩經
- Shiming	釋名
- Shizi	尸子
- Shuihudi Qinmu zhujian	睡虎地秦简
- Shujing	書經
- Shuowen jiezi	說文解字
- Shuoyuan	說苑
- Sima fa	司馬法
- Sunbin bingfa	孫臏兵法
- L'Art de la guerre ou Sunzi bingfa	孫子兵法
- Sunzi Suanjing	孫子算經
- Taixuanjing	太玄經
- Wei Liaozi	尉繚子
- Wenzi	文子
- Wushi'er bingfang	五十二病方
- Wuwei Handai yijian	武威漢代醫簡
- Wu Yue Chunqiu	吳越春秋
- Wuzi	吳子
- Xiao Er ya	小爾雅
- Xiaojing	孝經
- Xinlun	新論
- Xinshu	新書 (賈子)
- Xinxu	新序
- Xin yu	新語
- Xunzi	荀子
- Yan danzi	燕丹子
- Yantie lun	鹽鐵論
- Yangzi fayan	楊子法言
- Yanzi chunqiu	晏子春秋
- Yijing	易經
- Yili	儀禮
- Yilin	易林 (Jiaoshi Yilin 焦氏易林)
- Yinfujing	陰符經
- Yinwenzi	尹文子
- Yizhoushu	逸周書
- Yuejue shu	越絕書
- Yuliaozi	尉繚子
- Yuliefu	羽獵賦
- Yuzi	鬻子
- Zhanguoce	戰國策
- Zhonglun	中論
- Zhoubi Suanjing	周髀算經
- Zhouli	周禮
- Zhouyi	周易
- Zhuangzi	莊子
- Zhushu jinian	竹書紀年
- Zihuazi	子華子
- Zuozhuan	左傳

## Littérature
- Michael Loewe (ed.): Early Chinese texts: a bibliographical guide, Berkeley 1993
- Reiner Stoppok (ed.): An Alphabetical Index to the Bibliography of the Hanyu Da Zidian (forthcoming)